# Albert Valtin
Albert Ivanovych Valtin (cirílico: Альберт Іванович Вальтін) (Kharkiv, 17 de novembro de 1937) é um ex-basquetebolista ucraniano que integrou a Seleção Soviética na conquista da Medalha de prata nos XVII Jogos Olímpicos de Verão de 1960 em Roma.